# Fuente el Olmo de Íscar
Fuente el Olmo de Íscar és un municipi de la província de Segòvia, a la comunitat autònoma de Castella i Lleó.

## Demografia
| 1991 | 1996 | 2001 | 2004 |
| ---- | ---- | ---- | ---- |
| 99   | 119  | 102  | 95   |